# Mejsam Salehi
Mejsam Salehi (pers. میثم صالحی; ur. 17 listopada 1998 w Urmii) – irański siatkarz, grający na pozycji przyjmującego, reprezentant Iranu.
W 2017 roku brał udział w Mistrzostwach Świata Juniorów, gdzie zajął wraz z reprezentacją Iranu 5. miejsce. W latach 2017–2020 był zawodnikiem Kalleh Mazandaran VC. W sezonie 2020/2021 występował w drużynie Szahrdari Urmia. Pierwszym jego klubem zagranicznym był polski Indykpol AZS Olsztyn, w którym grał do połowy grudnia 2021 roku.

## Galeria zdjęć
| Mejsam Salehi podczas meczu z reprezentacją Polski na Igrzyskach Olimpijskich 2020 | Mejsam Salehi podczas meczu z reprezentacją Włoch na Igrzyskach Olimpijskich 2020 | Mejsam Salehi w siłowni na zgrupowaniu reprezentacji Iranu w 2021 roku |

## Kariera klubowa
| Sezon                     | Klub                        |
| 2017/2018                 | Kalleh Mazandaran VC        |
| 2018/2019                 | Kalleh Mazandaran VC        |
| 2019/2020                 | Kalleh Mazandaran VC        |
| 2020/2021                 | Szahrdari Urmia             |
| 2021/2022 (do 17.12.2021) | Indykpol AZS Olsztyn        |
| 2022/2023                 | Szahdab Jazd                |
| 2023/2024                 | Szahdab Jazd                |
| 2024/2025                 | Fenerbahçe Medicana Stambuł |

## Sukcesy klubowe
Liga irańska:
- 2023
- 2021

Puchar Turcji:
- 2025[5]

Liga turecka:
- 2025[6]

## Sukcesy reprezentacyjne
Puchar Azji:
- 2018

Mistrzostwa Azji:
- 2021
- 2023[7]

Igrzyska Azjatyckie:
- 2022[8]